# گشنسب
گُشنسپ که با نام‌ها گشتاسپ، ویشتاسپ، گشنسب، گشنسپداد گرشاه، جُشنسف و ماجشنس در منابع مختلف نامیده شده، گشنسب شاهان پادشاه طبرستان، پَذَشْخوارْگَرْ، گیلان، دیلمان، رویان و دماوند در اواخر دوران اشکانیان بود. نامهٔ تنسر به او که به واسطهٔ کتاب تاریخ طبرستان اثر ابن اسفندیار، باقی مانده، یکی از مهم‌ترین مکتوبات ادبیات پارسی میانه است. 
اردشیر برزگر در کتاب خود آغاز پادشاهی خاندان او را پس از مرگ اسکندر مقدونی در سده سوم پیش از میلاد می‌داند ولی مشخص نیست که آیا او از نسل فرادات، حاکم طبرستان در زمان هخامنشیان و اسکندر، است یا خیر.
تنسر، موبد زرتشتی، در نامه‌نگاری با گشنسپ، او را قانع به پذیرفتن حاکمیت اردشیر بابکان کرد و گشنسپ پس از آن تحت لوای ساسانیان درآمد. پس از این تا سده ششم میلادی که آغاز حکومت قباد یکم، پدر کیوس و انوشیروان، است، خبری نداریم. تنها اشاره به طبرستان در این بازه‌ی زمانی مربوط به نبرد ادسا است که در آن «گرشاه» چند هزار سپاهی سواره و پیاده و پیشکش‌هایی به سرداری بلینوس برای شاهپور یکم فرستاد تا مقابل والرین رومی به او یاری رسانند.